# Chōjin Sentai Jetman
Chōjin Sentai Jetman (鳥人戦隊ジェットマン Chōjin Sentai Jettoman?) (traducido como Escuadrón de los Hombres-pájaro Jetman) es el título de la 15.ª temporada de la franquicia Super Sentai Series, producida por Toei Company y Bandai, y emitida en TV Asahi del 15 de febrero de 1991 al 14 de febrero de 1992, constando de 51 episodios. Se inspira libremente en el anime Gatchaman, con una temática similar de pájaros.

## Argumento
La serie tiene lugar en "199X". Todo comienza en la Earth Ship, el centro de mando de una agencia de defensa llamada la Sky Force, los guardianes de la paz en la Tierra. En la nave, los científicos han desarrollado unas "Ondas Birdónicas", una nueva tecnología que le da al sujeto poderes sobrehumanos. Los experimentos, con el nombre "Proyecto-J", han tenido éxito. Aya Odagiri, la directora del proyecto, escoge a cinco oficiales de élite de la Sky Force de la Tierra para que usen esta tecnología. Ryu Tendo, uno de los oficiales de la Sky Force, y su pareja Rie, son dos de los candidatos. Ryu es expuesto a las ondas con éxito, y se convierte en el primer Jetman, el Red Hawk.
Sin embargo, de repente la nave es atacada por Vyram, una diabólica organización procedente de otra dimensión que busca conquistar todas las dimensiones. Logran destruir la nave, y aparentemente matan a Rie. En el caos, las ondas Birdónicas restantes se esparcen por la Tierra, e impactan sobre cuatro civiles. Aya y Ryu logran escapar y comienzan a buscar a los cuatro Jetman restantes, para entrenarles y que les ayuden a frustrar los planes de Vyram de conquistar su dimensión.
La serie después sigue los problemas de Ryu al enterarse de que Rie sobrevivió y se convirtió en una de los Vyram, así como un complicado triángulo amoroso entre Gai, Ryu y Kaori.

## Personajes

### Sky Force
La Sky Force (スカイフォース Sukai Fōsu?) es la organización militar a la que pertenecen los Jetman.

#### Jetman
Asentados en la Sky Camp (スカイキャンプ Sukai Kyanpu?), una base de alta tecnología de la Sky Force, los Jetman pueden lanzar los mechas desde allí. Cada Jetman tiene un traje con alas llamado Jet Wings que le permite volar por el aire.
- Ryū Tendō (天堂 竜 Tendō Ryū?)/Red Hawk (レッドホーク Reddo Hōku?): Tiene 25 años al comienzo de la serie, pero cumple 26 en el episodio 13. Originalmente era un comandante de Sky Force con el nombre en clave "W6", y es el líder de los Jetman. Al ser el único militar de Jetman, su política es ser siempre profesional y nunca dejar que le afecten los sentimientos en la batalla, inculcando esto a sus compañeros. Esto provoca un conflicto cuando descubre que su amada Rie se ha convertido en Maria, aunque acaba sobreponiéndose y tomando la resolución de salvar a Rie del control de Vyram. Sin embargo, la muerte de Rie a manos de su némesis Radiguet demuestra ser la última gota, lo que hace que desafíe a Radiguet solo antes de que Kaori consuele a Ryū y lo ayuda a mantenerse fiel a su propia creencia en la justicia en lugar de la venganza. Tres años después, se casa con Kaori y tienen un hijo que lleva el nombre de su difunto compañero de equipo, Gai.
- Kaori Rokumeikan (鹿鳴館 香 Rokumeikan Kaori?)/White Swan (ホワイトスワン Howaito Suwan?): Es una mujer de 22 años heredera del imperio empresarial Rokumeikan. Le cuida su mayordomo, Jiiya, ya que sus padres viven en Nueva York. Se unió a los Jetman para escapar del aburrimiento de su vida de heredera. Es buena en kendo y es la mejor tiradora de Jetman. Se vio envuelta en un triángulo amoroso con Ryū y Gai, descubriendo en batalla lo niña mimada que era y las cosas que son realmente importantes. Raita también tiene sentimientos hacia ella. Al final de la serie, se casa con Ryū y tienen un hijo que lleva el nombre de su difunto compañero de equipo, Gai.
- Raita Ōishi (大石 雷太 Ōishi Raita?)/Yellow Owl (イエローオウル Ierō Ōru?): Un hombre de 22 años con sobrepeso y gafas al que le gusta la naturaleza y los vegetales. Raita odia a Vyram porque destruyen la naturaleza. Le crio su abuela, porque sus padres estaban ocupados aprendiendo a cocinar. Él cuida de Kaori y tiene sentimientos hacia ella, y ha jurado protegerla aun sabiendo que no tiene ninguna oportunidad con ella. Como Yellow Owl, está especializado en técnicas de fuerza bruta, como cabezazos, placajes, técnicas de sumo y lanzamiento de rocas. Tres años después de la derrota de Vyram, dirige una granja con Satsuki y luego lleva su negocio al siguiente nivel a través de Internet.
- Ako Hayasaka (早坂 アコ Hayasaka Ako?)/Blue Swallow (ブルースワロー Burū Suwarō?): Una muchacha de 18 años estudiante de último curso de secundaria. Es una chica brillante y alegre que quiere casarse con un millonario. Al principio pensó en convertirse en Jetman a cambio de 1.500 yenes la hora, pero en su primera batalla se despertó su sentido de la justicia y se dio cuenta de que era su deber luchar como una guerrera. Debuta como cantante idol tres años después de la caída de Vyram.
- Gai Yūki (結城 凱 Yūki Gai?)/Black Condor (ブラックコンドル Burakku Kondoru?): Es un hombre de 25 años, un solitario que odia que le digan lo que debe hacer. Le encanta pelear, pero prefiere solucionar las cosas sin violencia. El estilo de Gai es el de pelea callejera y varias artes marciales. Su habilidad de combate rivaliza con la de Ryū, aunque suele pelear sucio y dar golpes bajos de vez en cuando. Al principio choca con Ryū cuando le arrastra a la batalla contra su voluntad, pero al final se hacen amigos. Sus intereses incluyen las motocicletas, la natación, tocar el saxofón, el juego y las mujeres. Está enamorado de Kaori, y suele intentar coquetear con ella sin resultados, lo que le provoca sufrimiento por la frustración del amor no correspondido. Cuando ella al final le acepta, tienen frecuentes problemas en su relación ya que son demasiado diferentes. Es rival de Grey al cual derrota en su encuentro final, en el que una parte de su casco resultó dañada. Tres años después de la derrota de Vyram, mientras compra un ramo para la boda de Ryū y Kaori, interviene en un robo y es apuñalado en el estómago por el ladrón. Llega a la iglesia después de la boda y habla con Ryū antes de morir a causa de la herida, haciéndolo pasar como una resaca, satisfecho de que todos a los que el ama han encontrado la felicidad. Ryū y Kaori nombran a su hijo como él.

#### Aliados
- Comandante Aya Odagiri (小田切綾長官 Odagiri Aya-chōkan?): La primera mentora femenina de la historia de Super Sentai. Es buena en artes marciales, y la inventora de los vehículos del equipo. Puede ser al mismo tiempo protectora y dura con los Jetman, y lo más importante para ella es la vida de sus subordinados, hasta el punto que no tiene reparos en luchar en primera línea de batalla si fuera necesario. Sus subordinados la llaman "Chōkan".
- Soldados de la Dimensión Trasera de Dimensia (裏次元ディメンシアンの戦士 Urajigen Dimenshia no Senshi?): Los tres últimos guerreros de Dimensia, un reino destruido por Vyram. El grupo se compone de Ray (レイ Rei?), su novia Kanna (カンナ Kanna?), y el joven Dan (ダン Dan?). Los tres persiguieron a Vyram hasta la Tierra en el Bird Garuda. Mientras Ray y Kanna trabajaron con Jetman en su lucha contra Semimaru, Dan se interesó románticamente en Ako al conocerla, expresando sus sentimientos de forma cómica.
- Soldados de la Dimensión Trasera de Berserker (裏次元ベルセルクの戦士 Urajigen Beruseruku no Senshi?): Dos guerreros de Berserk, un reino destruido por Radiguet, cuya gente puede transformar cualquier objeto en armas, aunque si renuncian a ese poder pueden adquirir poderes curativos. Al llegar a la Tierra, mientras Duran (デュラン Dyuran?) recibe los cuidados de los Jetman, Lou (ルー Rū?) intenta matar a Radiguet. Sin embargo, después de que Lou se dé cuenta de su error y puedan salvar a Duran del control del monstruo Armor Snake, los dos se marchan de la Tierra en busca de un mundo en el que puedan vivir en paz.
- Comandante Supremo Akira Ichijō: Un oficial de la Sky Force que sólo piensa en sí mismo y siente resentimiento contra Aya por ser ella la que recibió el proyecto Jetman. Con sus Neo-Jetman, se hace con el control de la estación de Aya, decidido a hacerla sufrir retirando a los Jetman de ella. Sin embargo, al revelarse sus intenciones, fue expulsado de su posición antes de ser atacado por un monstruo Bem.
- Neo Jetman (ネオジェットマン Neo Jettoman?): Identificados de J1 a J5, son el equipo creado por el comandante supremo para sustituir a los Jetman, al tener reactores birdónicos implantados en sus cuerpos. J1  está armado con la Neo Sword, J2 con la guadaña Neo Stinger, J4 con el boomerang Neo Slicer, y todos con pistolas Neo Shōoter y granadas Neo Mine. Al final entregan sus energías birdónicas a los Jetman para devolverles sus poderes.

#### Arsenal
- Cross Changer (クロスチェンジャー Kurosu Chenjā?): El brazalete de transformación. Funciona gritando el nombre del dispositivo y pulsando un botón. Lo llevan en la muñeca derecha.
- Corresponder (コレスポンダー Koresupondā?): El dispositivo de comunicación del equipo. Contiene un equipo que representa al pájaro de cada uno que se puede colocar en la consola de control de sus mechas para formar a Jet Icarus. Lo llevan en la muñeca izquierda.
- Jet Hand Cannon (ジェットハンドカノン Jetto Hando Kanon?): Combinación del Bird Blaster y la Bringer Sword.
  - Bird Blaster (バードブラスター Bādo Burasutā?): Una pistola láser que sirve como arma básica del equipo.
  - Bringer Sword (ブリンガーソード Buringā Sōdo?): Una espada que utilizan los Jetman como arma básica.
- Beak Smasher (ビークスマッシャー Bīku Sumasshā?): Es una Pistola avanzada con un láser buscador.
- Smash Bomber (スマッシュボンバー Sumasshu Bonbā?): La combinación del Bird Blaster y el Beak Smasher.
- Wing Gauntlet (ウィングガントレット Wingu Gantoretto?): Unos guantes equipados con ondas eléctricas, puede disparar los Wing Beams (ウィングビーム Wingu Bīmu?).
- Jet Striker (ジェットストライカー Jetto Sutoraikā?): El buggy de Red Hawk, que se transforma en el Fire Bazooka ( Faiyā Bazūka?)
- Jet Bouncer (ジェットバンサー Jetto Bansā?): El vehículo de cuatro ruedas de Yellow Owl y White Swan.
- Jet Speeders (ジェットスピーダー Jetto Supīdā?): Las motocicletas de Black Condor y Blue Swallow.

#### Mechas
- Jet Icarus (ジェットイカロス Jetto Ikarosu?):[Notas 3] Es un robot gigante que se forma a partir de las cinco Jet Machine con el comando "¡Fusión! Scram Wing" (合体! スクラムウイング Gattai! Sukuramu Uingu?). 
  - Jet Hawk (ジェットホーク Jetto Hōku?): La Jet Machine de Red Hawk. Forma el tronco y cabeza del Jet Icarus, y la cabeza y el centro del pecho del Great Icarus.
  - Jet Condor (ジェットコンドル Jetto Kondoru?): La Jet Machine de Black Condor. Forma la pierna izquierda de Jet Icarus y la parte superior de la misma en el Great Icarus.
  - Jet Owl (ジェットオウル Jetto Ōru?): La Jet Machine de Yellow Owl. Forma el brazo derecho del Jet Icarus y la parte superior del mismo en el Great Icarus.
  - Jet Swan (ジェットスワン Jetto Suwan?): La Jet Machine de White Swan. Forma la pierna derecha del Jet Icarus y la parte superior de la misma en el Great Icarus.
  - Jet Swallow (ジェットスワロー Jetto Suwarō?): La Jet Machine de Blue Swallow. Forma el brazo izquierdo de Jet Icarus y el Wing Shield, y la parte superior del brazo izquierdo del Great Icarus.
- Jet Garuda (ジェットガルーダ Jetto Garūda?): El segundo robot de Jetman, que se transforma a partir de una nave llamada Bird Garuda (バードガルーダ Bādo Garūda?). Originalmente era una nave espacial alienígena creada por Ray, Kanna y Dan, los tres supervivientes del Reino de Dimensia, una de las muchas dimensiones conquistadas por Vyram.
- Great Icarus (グレートイカロス Gurēto Ikarosu?): La combinación del Jet Icarus y el Jet Garuda en un poderoso robot, a partir del comando "¡Fusión! Great Scram" (合体! グレートスクラム Gattai! Gurēto Sukuramu?), tiene una formación alternativa llamada Hyper Haken (ハイパーハーケン Haipā Hāken?).[Notas 4]
- Tetra Boy (テトラボーイ Tetorabōi?): Un robot con inteligencia artificial especializado en movimientos rápidos y ataques de boxeo. Se puede transformar en el cañón Tetra Buster (テトラバスター Tetorabasutā?) que pueden usar Jet Icarus o Jet Garuda.

### Grupo Dimensional de Guerra Vyram
El Grupo Dimensional de Guerra Vyram (次元戦団バイラム Jigen Sendan Bairamu?) aparece como un clan de nobles de otra dimensión que han conquistado muchos mundos en la Dimensión Trasera, y ahora han venido a la Dimensión Frontal, la nuestra. Se creen dioses, y detestan a los humanos, considerándolos estúpidos e insignificantes. Su base de operaciones es el Vylock (バイロック Bairokku?), un castillo con forma de cerebro capaz de viajar entre dimensiones y enviar sus fuerzas a la Tierra a través de su máquina de transferencia dimensional. Después de que su líder se perdiera en la Dimensión Trasera, los cuatro miembros de Vyram compiten en un juego para derrotar a los Jetman, y quien lo consiga ganará el derecho de ser líder.
- Conde de la Dimensión Trasera Radiguet (裏次元伯爵ラディゲ Urajigen Hakushaku Radige?): Un oficial de corazón frío que es lo más parecido a un líder en Vyram. Se niega a reconocer a nadie por encima suyo, y hará cualquier cosa para cumplir sus metas, incluso defender a los Jetman cuando uno de sus compañeros está a punto de derrotarlos, estando decidido a ser él y no otro quien acabe con ellos. En batalla, usa la Espada Demoníaca Bloody Gate (魔剣ブラディゲート Maken Buradi Gēto?), y cuando se enfurece puede adquirir su verdadera forma, Radigan (ラディガン Radigan?).
- Tran (トラン Toran?) / Emperador Tranza (帝王トランザ Teiō Toranza?): Un niño psicoquinético que fue el que sugirió el juego para decidir el nuevo líder de Vyram. Está especializado en crear monstruos con apariencia de juguetes, y pensaba que las pérdidas tanto de enemigos como de aliados eran "parte de la diversión". Ser el más joven de los Vyram era un gran complejo para él hasta que al final de uno de sus planes no pudo aguantar más, y la constante furia acumulada llegó al punto en que Tran la transformó en una energía con la que hizo un crecimiento y desarrollo super rápido de su cuerpo, convirtiéndose en Tranza. Con sus nuevos poderes y madurez, Tranza derrota con facilidad a sus compañeros y los Jetman por subestimarle en el pasado, y se hace con el control de Vyram. Además de sus poderes psicoquinéticos y su nueva naturaleza arrogante, Tranza puede adquirir disfraces, y lleva el estoque Boltranza (ボルトランザ Borutoranza?).
- Maria (マリア Maria?): Antiguamente conocida como Rie Aoi (藍リエ Aoi Rie?), una oficial de la Sky Force pareja de Ryu a la que le gustaba tocar el piano. Aunque iba a ser oficialmente una Jetman, el ataque de Vyram a la Earth Ship provocó que Rie fuera succionada por un agujero al espacio. Sin embargo, Radiguet salvó a Rie y le lavó el cerebro para que olvidara sus recuerdos como humana y se convirtiera en una oficial de Vyram. Sin embargo, aunque Radiguet la ama y le dice que ella le pertenece, Maria le desafía para seguir sus propios planes y convertirse en líder de Vyram. Le encanta pelear, y sus métodos son crueles y fríos. Está armada con el Necrod, que tiene modos espada, pistola y látigo. Los monstruos que ella crea suelen estar movidos por la envidia, y suelen atacar principalmente a mujeres. Cuando una vez tocó inconscientemente el piano, Grey desarrolló un afecto especial hacia Maria. Desde entonces, ella tocó el piano para Grey sin saber el motivo, hasta que se reveló su verdadera identidad y la relación entre ambos se tornó difícil. Grey estaba dispuesto a dejarla marchar si eso le hacía feliz. Durante un breve lapso de tiempo, Maria se volvió a convertir en Rie, revelándole la verdad a Ryu, aunque fue rápidamente convertida en Maria de nuevo por Radiguet, adquiriendo desde entonces un odio especial contra Red Hawk. Es asesinada por Radiguet para que Red Hawk no pudiera tenerla. Su fantasma apareció más tarde en el final, despidiéndose de Ryu después de su matrimonio con Kaori.
- Grey (グレイ Gurei?): Un robot que, irónicamente, siempre fue el más razonable de los Vyram. Está armado con el Grey Cannon (グレイキャノン Gurei Kyanon?), el Mulshot Gun (マルショットガン Marushotto Gan?), y el Hand Greyzer (ハンドグレイザー Hando Gureizā?). A pesar de ser un robot, muestra sentimientos humanos, especialmente amor hacia el vino, la música, los cigarrillos, y sobre todo hacia Maria, aprendiendo a tocar el piano desde cero. Como resultado, Grey apoya a Maria y la protege cuando luchan contra Jetman, y ve a Gai Yuki como su rival ideal.
- Emperatriz Jūza (女帝ジューザ Jotei Jūza?): La antigua gobernadora de Vyram, se llama a sí misma la madre de toda la creación. Jūza, junto a sus subordinados Radiguet, Grey y Tran, conquistaron la dimensión invertida. Aunque en forma humana tiene poderes telequinéticos y puede escupir fuego, Jūza puede asumir una forma de bestia demoníaca con la que dispara balas con los dedos y ondas de choque y rayos por la boca. Aunque se le dio por muerta en la última batalla en la dimensión trasera, en realidad cayó en un profundo sueño para recuperar sus poderes e incubar a Semimaru, y llegó a la Tierra en un meteorito.
- Soldados Grinam (グリナム兵 Gurinamu Hei?): Los soldados de campo de Vyram, de piel negra, y nacidos a partir de semillas Grinam. Están armados con hachas y pueden lanzar explosivos por las manos.

## Episodios
1. En busca de los guerreros (戦士を探せ Senshi o Sagase?)
2. El tercer guerrero (第三の戦士 Daisan no Senshi?)
3. El poder de cinco (五つの力 Itsutsu no Chikara?)
4. La novia luchadora (戦う花嫁 Tatakau Hanayome?)
5. Enamórate de mí (俺に惚れろ Ore ni Horero?)
6. ¡Enfurécete, Robo! (怒れロボ！ Ikare Robo!?)
7. ¿¡El matrimonio de Ryū!? (竜の結婚！？ Ryū no Kekkon!??)
8. El diamante que ríe (笑うダイヤ Warau Daiya?)
9. Amor fangoso (泥んこの恋 Doronko no Koi?)
10. Taza de fideos (カップめん Kappu Men?)
11. Un juego peligroso (危険な遊び Kiken na Asobi?)
12. El autobús infernal (地獄行バス Jigokuyuki Basu?)
13. El laberinto del amor (愛の迷路 Ai no Meiro?)
14. El bazooka mortífero del amor (愛の必殺砲（バズーカ） Ai no Hissatsu Bazūka?)
15. La guerrera estudiante de instituto (高校生戦士 Kōkōsei Senshi?)
16. La revolución de los papeles (紙々の叛乱 Kamigami no Hanran?)
17. La emperatriz revivida (復活の女帝 Fukkatsu no Jotei?)
18. ¡Gai muere! (凱、死す！ Gai, Shisu!?)
19. ¡Puedo ver! (見えます！ Miemasu!?)
20. La aspiradora de matrimonios (結婚掃除機 Kekkon Sōjiki?)
21. Basura andante (歩くゴミ Aruku Gomi?)
22. Amor explosivo (爆発する恋 Bakuhatsu Suru Koi?)
23. Debuta un nuevo escuadrón (新戦隊登場 Shin Sentai Tōjō?)
24. Despega, Super Robot (出撃超（スーパー）ロボ Shutsugeki Sūpā Robo?)
25. La gente sombra que se ríe (笑う影人間 Warau Kage Ningen?)
26. Soy un primitivo (僕は原始人 Boku wa Genshijin?)
27. La gran huida del infierno (魔界大脱出 Makai Dai Dasshutsu?)
28. La bestia dimensional fundadora (元祖次元獣 Ganso Jigenjū?)
29. La batalla final (最後の戦い Saigo no Tatakai?)
30. Los tres diablos se levantan (三魔神起つ San Majin Tatsu?)
31. El escuadrón se separa (戦隊解散！ Sentai Kaisan!?)
32. ¡¡Alas!! Una vez más (翼よ！再び Tsubasa yo! Futatabi?)
33. Es una cucaracha (ゴキブリだ Gokiburi Da?)
34. Ryū, el traidor (裏切りの竜 Uragiri no Ryū?)
35. El coraje para luchar que da una paloma (鳩がくれた戦う勇気 Hato ga Kureta Tatakau Yūki?)
36. ¡Hambre andante! Los hombres-hormiga (歩く食欲！アリ人間 Aruku Shokuyoku! Ari Ningen?)
37. ¡Nacimiento! El emperador Tranza (誕生！帝王トランザ Tanjō! Teiō Toranza?)
38. ¡El martillo repentino! (いきなりハンマー！ Ikinari Hanmā!?)
39. Gira, la ruleta de la vida (廻せ命のルーレット Mawase Inochi no Rūretto?)
40. ¡Es una orden! Cambia el escuadrón (命令！戦隊交代せよ Meirei! Sentai Kōtai Seyo?)
41. ¡Transformación imposible! La base es destruida (変身不能！基地壊滅 Henshin Funō! Kichi Kaimetsu?)
42. ¡Duerme en mi pecho! (おれの胸で眠れ！ Ore no Mune de Nemure!?)
43. Cuélate en el cuerpo de la comandante (長官の体に潜入せよ Chōkan no Karada ni Sennyū Seyo?)
44. ¡El robot diabólico! Veronica (魔神ロボ！ベロニカ Majin Robo! Beronika?)
45. La leche caliente de la victoria (勝利のホットミルク Shōri no Hotto Miruku?)
46. El gran rey demonio del campo de tomates (トマト畑の大魔王 Tomato-batake no Daimaō?)
47. La gloria del emperador Tranza (帝王トランザの栄光 Teiō Toranza no Eikō?)
48. Un beso que llama a la muerte (死を呼ぶくちづけ Shi o Yobu Kuchizuke?)
49. Maria... su amor y muerte (マリア…その愛と死 Maria… Sono Ai to Shi?)
50. Batallas respectivas hacia la muerte (それぞれの死闘 Sorezore no Shitō?)
51. ¡Batid vuestras alas, hombres pájaro! (はばたけ！鳥人よ Habatake! Chōjin yo?)

## Reparto
- Ryū Tendō: Kotaro Tanaka
- Gai Yūki: Toshihide Wakamatsu
- Raita Ōishi: Ikko Tadano
- Kaori Rokumeikan: Rika Kishida
- Ako Hayasaka: Sayuri Uchida
- Comandante Aya Odagiri: Mikiko Miki
- J1/Neo Jetman 1: Yūta Mochizuki
- J2/Neo Jetman 2: Ryuji Kasahara
- J3/Neo Jetman 3: Minoru Watanabe
- J4/Neo Jetman 4: Takeshi Miyazaki
- J5/Neo Jetman 5: Miyuki Nagato
- Ray: Jōji Ishiwata
- Kanna: Kanako Maeda
- Dan: Hideki Fujiwara
- Comandante Supremo Akira Ichijo: Hideaki Tezuka
- Conde Radiguet: Daisuke Tachi
- Tran: Miku Kuga
- Emperador Tranza: Yutaka Hirose
- Rie Aoi/Maria: Maho Maruyama
- Grey: Hideaki Kusaka
- Emperatriz Juuza: Sachiko Yuto
- Narrador: Tsutomu Tareki

## Temas musicales

### Tema de apertura
- Chōjin Sentai Jetman (鳥人戦隊ジェットマン Chōjin Sentai Jettoman?)
  - Letra: Toyohisa Araki
  - Música y arreglos: Gōji Tsuno
  - Intérprete: Hironobu Kageyama

### Tema de cierre
- Kokoro wa Tamago (こころはタマゴ?  El corazón es un huevo)
  - Letra: Toyohisa Araki
  - Música: Gōji Tsuno
  - Arreglos: Kenji Yamamoto
  - Intérprete: Hironobu Kageyama

## Emisiones internacionales

### España
La serie se dobló al euskera y se emitió en la TV Autonómica ETB, en el País Vasco entre los años 1995 y 1996/1997, siendo el único Super Sentai doblado en esta lengua. No sé tradujo a ningún otro idioma del país. Se emitieron todos los capítulos.

### Filipinas
La serie se dobló al Tagalog y se emitió en RPN-9 alrededor de 1995 y 1996.

### Tailandia
Jetman fue la última serie Super Sentai doblada al tailandés en 1992 y transmitido  por Channel 9, canal donde solían transmitirse todas las series Super Sentai desde Himitsu Sentai GoRanger.

### Francia
La serie se emitió parcialmente doblada al francés en el canal TF1 bajo el título de Jetman en el año de 1993, pero solo se transmitieron 29 episodios porque se  canceló, debido a su naturaleza más violenta que contenían como sangre, muertes, escenas de torturas y diálogos inapropiados que cualquier otro Sentai tenía. Los episodios emitidos en Francia, tenían muchas escenas censuradas y además que muchos diálogos que fueron remplazados en escenas no relacionadas, eliminando la lógica de la trama del episodio, volviéndose el Sentai más olvidado de Francia.

### Estados Unidos
La empresa de distribución y entretenimiento Shout! Factory, liberó la serie subtitulada disponible a la venta en formato casero de Blu-Ray y DVD el 25 de septiembre de 2018.

## Medios relacionados

### Novelas
Tras la conclusión de la serie, su guionista principal, Toshiki Inoue, escribió una trilogía de novelas de Jetman entre 1992 y 1995 que reimaginó la serie de televisión. Se publicaron en Shogakukan bajo el sello "Super Quest Bunko", y los títulos fueron:
1. Ore ni Horero (俺に惚れろ?  "Enamórate de mí") - ISBN 4-09-440031-1 (1992/10/20)
2. Bakuhatsu Suru Koi (爆発する恋?  "Pasión explosiva") - ISBN 4-09-440032-X (1993/07/20)
3. Ore no Mune ni Nemure (俺の胸で眠れ?  "Duerme en mi pecho") - ISBN 4-09-440033-8 (1995/01/01)

Las novelas se escribieron específicamente para los seguidores adultos de la serie, incluyendo contenido no apropiado para menores, como descripciones detalladas de actos sexuales entre Ryū y Rie, Gai y Kaori, y Radiguet y Maria. La emperatriz Jūza, que duró poco en la serie, tuvo un papel más extendido en las novelas, mientras que se eliminaron los monstruos y los robots gigantes, haciendo que en su lugar los Jetman lucharan contra humanos sujetos a los experimentos de Vyram.

### Manga
En 1996 se publicó una secuela en manga de Jetman, autorizada por Akiko Fujii, en cooperación del equipo de guionistas de la serie (todavía bajo el pseudónimo de Saburo Yatsude). Se titula Chōjin Sentai Jetman: Toki o Kakete (鳥人戦隊ジェットマン 時を駆けて?  El tiempo vuela). Ambientada cinco años después de la serie (y por tanto dos años después del episodio final), muestra a los cuatro miembros restantes de Jetman que vuelven a la batalla contra un resucitado Radiguet que ha tomado el control del cuerpo de Tranza. Radiguet secuestra a la hija de un año de Ryū y Kaori, Aya Tendō, y de la misma forma que convirtió a Rie en Maria, acelera su crecimiento y le lava el cerebro para que se convierta en Ruma, considerándola una hija. Mientras tanto el hueco de Gai lo rellena un joven guitarrista de rock llamado Jeff Kensaki, que recibe ondas birdónicas después que un meteorito se estrella cerca de él, convirtiéndose en Green Eagle. En esta serie manga, los uniformes de Jetman son algo diferentes, con los cascos más parecidos a los de Gatchaman, translucidos, con visores que sobresalen y las caras al descubierto.

### Videojuego
La versión en videojuego de la serie se publicó para la Famicom el 21 de diciembre de 1991, publicada por Angel (una subsidiaria de Bandai) y desarrollada por Natsume. Es un juego de acción lateral de un solo jugador, donde este asume la identidad de uno de los miembros de Jetman mientras lucha contra las fuerzas de Vyram. El jugador puede seleccionar qué Jetman controlar al principio de cada fase, y cada uno tiene su propia arma y fuerza máxima de impacto. El juego tiene cuatro niveles de dificultad, una opción de password, y un modo de batalla en el que el jugador puede luchar contra cualquiera de los cinco primeros jefes.